# Amina Benkhadra
Pour les articles homonymes, voir Benkhadra.
 (août 2012).
Si vous disposez d'ouvrages ou d'articles de référence ou si vous connaissez des sites web de qualité traitant du thème abordé ici, merci de compléter l'article en donnant les références utiles à sa vérifiabilité et en les liant à la section « Notes et références ».
Amina Benkhadra est une ingénieure et femme politique marocaine. Elle est ministre de l'Énergie, des mines, de l'eau et de l'environnement du Maroc dans le gouvernement El Fassi entre 2007 et 2012. Elle est directrice générale de l'Office national des hydrocarbures et des mines (ONHYM) depuis 2003. Elle siège également au conseil d’administration du groupe Managem.

## Parcours
Amina Benkhadra est née le 28 novembre 1954 à Salé. Elle obtient notamment un diplôme en génie civil – spécialité : le secteur minier – de l'École nationale supérieure des mines de Nancy en 1978, un doctorat d'ingénieur en sciences et techniques minières à Mines ParisTech en 1981 et un certificat en formation de gestion à l'université Columbia en 1990. 
Sa carrière débute en 1982 au Bureau de recherche et de participation minière (BRPM), d’abord en tant que chef de service des Études minières à la division Études et valorisation du BRPM. Elle devient chef du département des Études minières, puis chef de la division des Participations. En 1994, elle est directrice des Mines au sein du ministère de l’Énergie et des Mines. Parallèlement, elle est administratice au sein de conseils d’administration de plusieurs sociétés minières, filiales ou partenaires de l’ONHYM. 
Elle devient directrice du BRPM en 1998 après avoir mis en place une nouvelle stratégie du développement du secteur minier, alors qu’elle occupait les fonctions de secrétaire d’État chargé du Développement du secteur minier.
Elle est directrice générale de l’Office national de recherches et d’exploitations pétrolières (ONAREP) depuis le 20 août 2000. Elle est également la présidente de la Fédération de l’industrie minérale (FDIM).
En 2013, elle fait partie des « 25 femmes les plus influentes du business en Afrique » selon le journal Jeune Afrique.

## Distinctions
- Chevalier de la Légion d'honneur (2003)[8]
- Officier de l’ordre du Trône de 3e classe (2016)[9]